# دارواش

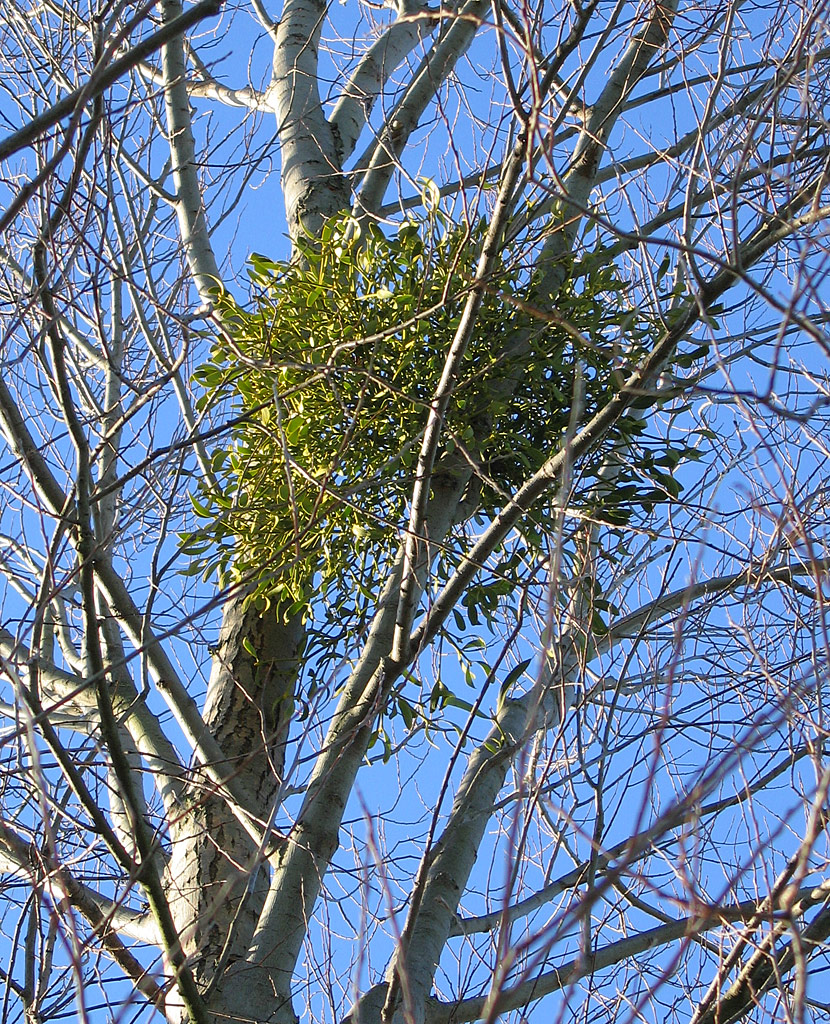
دارواش اروپایی (Viscum album) متصل به صوبر لرزان (Populus tremula)

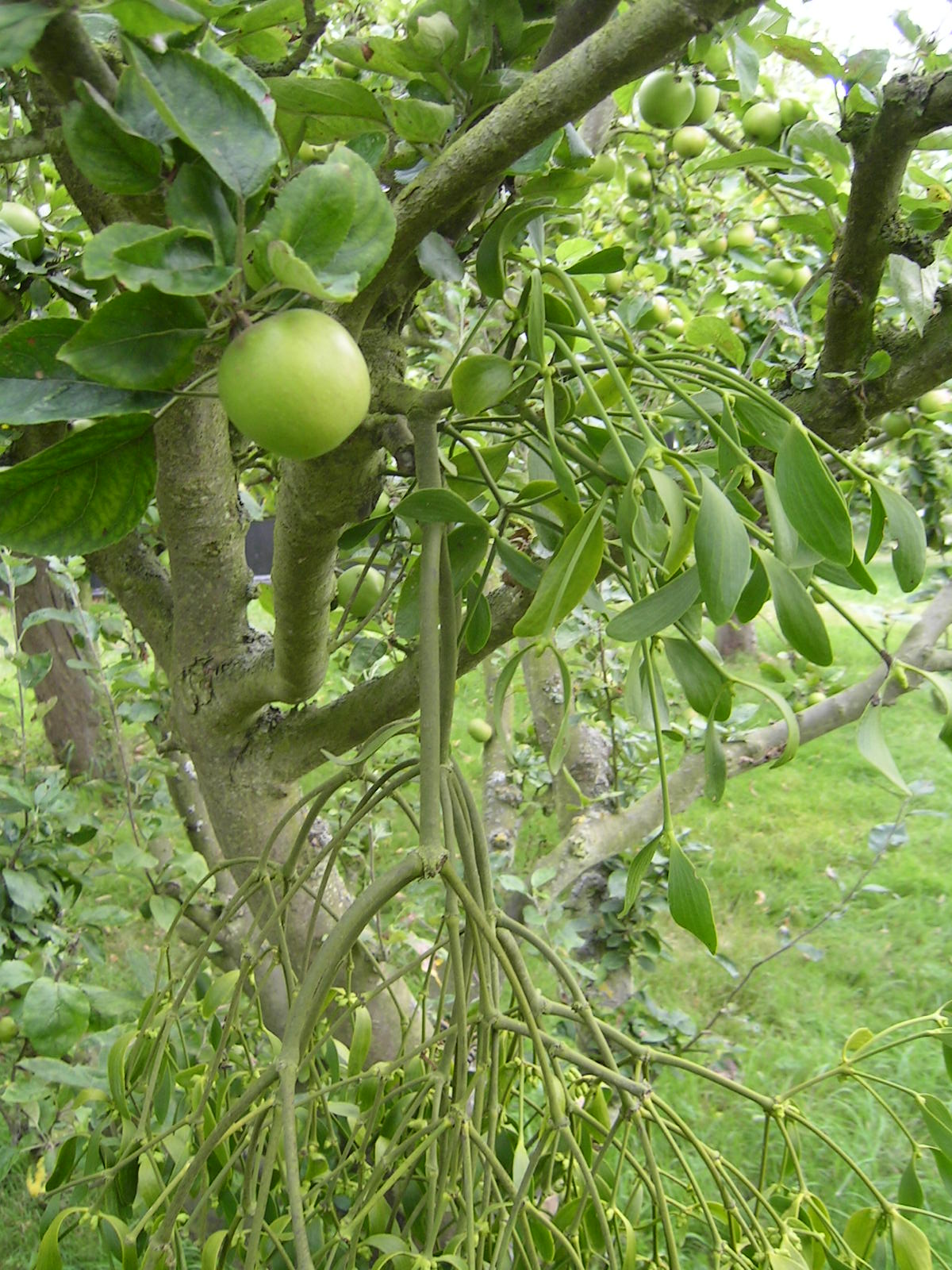
دارواش در درخت سیب

دارواش (به انگلیسی: Mistletoe) نام رایج گیاهان نیمه‌انگلی اجباری از راسته Santalales است. آنها توسط ساختاری به نام اندام مکنده به درخت یا درختچه میزبان خود متصل می‌شوند که از طریق آن آب و مواد مغذی را از گیاه میزبان استخراج می‌کنند.
نام دارواش در اصل به گونه Viscum album (دارواش اروپایی، از خانواده Santalaceae در راسته Santalales) اشاره دارد. این تنها گونه بومی جزایر بریتانیا و بیشتر اروپا است. گونه‌ای مرتبط با میوه‌های قرمز به جای سفید، Viscum cruciatum، در جنوب غربی اسپانیا و جنوب پرتغال، و همچنین در مراکش در شمال آفریقا و در جنوب آفریقا پراکنش دارد. سردهٔ Viscum بومی آمریکای شمالی نیست، اما Viscum album در سال ۱۹۰۰ به شمال کالیفرنیا معرفی شد.
دارواش شرقی بومی آمریکای شمالی، Phoradendron leucarpum، وابسته به یک سردهٔ مشخص از خانواده Santalaceae است.
دارواش اروپایی دارای برگ‌های لبه‌صاف، بیضی‌گون و همیشه‌سبز است که به صورت جفت در امتداد ساقه چوبی و سته‌های مومی‌شکل و سفیدرنگ است که در دسته‌های دو تا شش‌تایی ایجاد می‌کند. دارواش شرقی آمریکای شمالی مشابه است، اما دارای برگ‌های کوتاه‌تر، پهن‌تر و خوشه‌های بلندتر از ۱۰ توت یا بیشتر است.

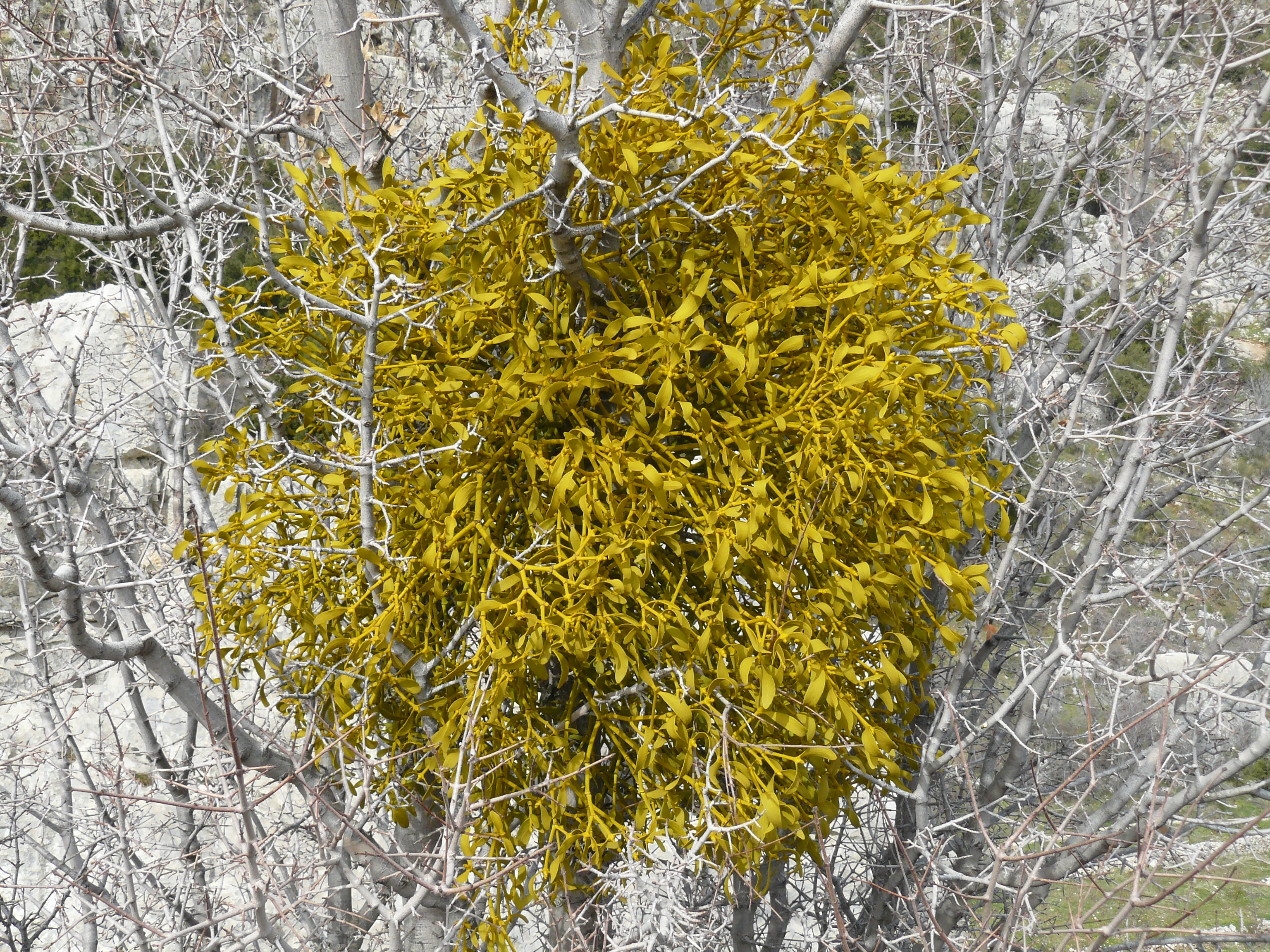
دارواش در زمستان